# نقيوس
مدينة نقيوس (باليونانية Νικίου باللاتينية Niciu وبالقبطية ⲡϣⲁⲧⲓ بشاتي Pshati) وهي من المدن التي اندثرت وكانت عاصمة لقسم Prosopite Nome وهو اسم رومي ورد باسم Prosopis الذي عرف بعد دخول العرب لمصر باسم جزيرة بني نصر. ومن تاريخ البطاركة يستدل على أن هذه المدينة خربت في بدايات العصر الفاطمي حيث ذكر انبا ميخائيل اسقف مدينة تنيس في تاريخ البطاركة: «وفي أول سنة ملكوا هولاي المغاربة أرض مصر (في شعبان 358 هجرية = يوليو 969 ميلادية) تشرقت الأرض ولم تروى فبدأ الغلا ... ولم يزل الغلا إلى تمام سبعة سنين متوالية وكان غلا عظيم في جميع أرض مصر حتى أن كورة مصر خلت من الناس لكثرة الموت والجوع الذي كان ... وخربت عدة من كراسي الأساقفة لخلوها من الناس ولم يقام لها أساقفة بل أضيفت إلى الكراسي العامرة المجاورة لها وهي: .، نقيوس».
هناك اختلاف حول موقع المدينة حاليا، فهناك اعتقاد أن مكانها الآن مدينة ابشادي التابعة لمركز الشهداء بالمنوفية، والرأي الآخر أنها منطقة زاوية رزين أو زاوية البقلي بمركز منوف بالمنوفية. و إليها ينسب يوحنا النقيوسي صاحب التاريخ المشهور باسمه.